# Кубаба
Кубаба — персонаж шумеро-аккадської, а потім хуррітської міфології (під ім'ям Хебат), лідійської (під ім'ям Кував), лувійської та фригійської (під ім'ям Кібеба).

## Кубаба-цариця
У хроніках Есагіла Кубаба (шумерською Куг-Бау) — єдина жінка, вказана в Шумерському царському списку. Там говориться, що її правління припадало на III династію Кіша. Згідно зі списком, спочатку Кубаба була власницею таверни. Здобувши владу, вона правила 100 років, домігшись незалежності від правителя Лагаша Енанатума I та Еншагкушани Урука. У хроніці Есагили зазначається, що вона була сучасницею Пузур-Ніраха з Акшака, і за її лояльність Мардуку він дав їй владу «над усім світом» (рядки 38-45).

## Кубаба-богиня
Згодом Кубаба шанувалася як богиня в різних частинах Месопотамії. Зокрема, вона була богинею, що охороняє місто Каркеміш. Її образ міг вплинути на становлення культу богині-матері Кібели в Анатолії.
Прийнято вважати, що в рельєфі Музею анатолійських старожитностей (в Анкарі, Туреччина) зображена саме вона. Богиня представлена у високому головному уборі із дзеркалом в одній руці та з плодом граната в іншій.
Однак існує інша точка зору, згідно з якою нею була богиня алкогольних напоїв Нінкасі (дочка Енкі та Нінхурсаг), яка також була власницею таверни, царицею Кубабою.